# Hohenberg-Krusemark
Hohenberg-Krusemark ist eine Gemeinde in der Verbandsgemeinde Arneburg-Goldbeck im Landkreis Stendal, Sachsen-Anhalt.

## Geographie

### Lage
Hohenberg-Krusemark liegt rund 17 km nordnordöstlich von Stendal.

### Gemeindegliederung
Die Gemeinde besteht aus 9 Ortsteilen. Ein Ortsteil trägt den gleichen Namen wie die Gemeinde. Den Ortsteilen sind kleinere Ansiedlungen (Wohnplätze) zugeordnet.
- Altenzaun
- Gethlingen
- Groß Ellingen mit Altenau und Burckhardshof
- Hindenburg mit Balleierhof und Siedlung und Klein Hindenburg
- Hohenberg-Krusemark mit Hohenberg, Krusemark und Schladen
- Klein Ellingen
- Osterholz
- Rosenhof
- Schwarzholz mit Ausbau, Kirchpolkritz, Küsel, Schweinslust, Starbeck und Tannhäuser

## Geschichte

### Entstehung
Am 17. Oktober 1928 erfolgte die Zusammenlegung des Gutsbezirkes Hohenberg mit dem Gutsbezirk Krusemark und den Landgemeinden Hohenberg und Krusemark zu einer Landgemeinde Hohenberg-Krusemark. Die Gemeinde Hohenberg-Krusemark wurde am 25. Juli 1952 vom Landkreis Osterburg in den Kreis Osterburg umgegliedert. Nach dessen Auflösung kam sie am 1. Juli 1994 zum Landkreis Stendal.
Am 31. Dezember 2008 wurde die Gemeinde Hindenburg eingemeindet, am 1. Januar 2009 die Gemeinde Altenzaun und am 1. September 2010 schließlich die Gemeinde Schwarzholz.

### Einwohnerentwicklung

#### Gemeinde
| Jahr | Einwohner |
| ---- | --------- |
| 1925 | 598       |
| 1939 | 521       |
| 1946 | 787       |
| 1946 | 560       |
| 1964 | 930       |
| 1971 | 865       |
| 1981 | 681       |
| 1985 | 617       |
| 1990 | 602       |
| 1993 | [0]604    |

| Jahr | Einwohner |
| ---- | --------- |
| 1995 | 0615      |
| 1997 | 0675      |
| 2000 | 0717      |
| 2002 | 0689      |
| 2004 | 0664      |
| 2006 | 0637      |
| 2008 | 1039      |
| 2009 | 1121      |
| 2010 | 1310      |
| 2015 | 1236      |

| Jahr | Einwohner |
| ---- | --------- |
| 2016 | 1236      |
| 2017 | 1226      |
| 2019 | 1195      |
| 2020 | 1204      |
| 2021 | 1194      |
| 2022 | 1196      |
| 2023 | 1177      |

Quelle, wenn nicht angegeben, bis 1946 danach

#### Ortsteil
| Jahr | Einwohner |
| ---- | --------- |
| 2014 | 416       |
| 2015 | 420       |
| 2017 | 418       |
| 2018 | 396       |
| 2020 | 398       |

| Jahr | Einwohner |
| ---- | --------- |
| 2021 | 392       |
| 2022 | 386       |
| 2023 | 395       |

## Religion
Die Volkszählung in Deutschland 2022 zeigte, dass von den 1175 Einwohnern der Gemeinde Hohenberg-Krusemark 18 % der evangelischen und 4,6 % der katholischen Kirche angehörten.

## Politik

### Bürgermeister
Seit Januar 2012 ist Dirk Kautz ehrenamtlicher Bürgermeister der Gemeinde. Sein Vorgänger war Ralf Bergmann, der von 2001 bis September 2011 amtierte.

### Gemeinderat
Die Gemeinderatswahl am 9. Juni 2024 ergab folgendes Ergebnis (in Klammern Sitze nach der Wahl von 2019):
- 4 Sitze Wählergruppe „Pro Region“ (4 Sitze)
- 3 Sitze CDU (4 Sitze)
- 2 Sitze AfD

Von 12 Sitzen wurden 9 vergeben. Nur eine Frau ist gewählt worden. Von 1024 Wahlberechtigten hatten 684 ihre Stimme abgegeben, die Wahlbeteiligung betrug damit 66,8 Prozent.

### Wappen
Das Wappen wurde am 15. April 1998 durch das Regierungspräsidium Magdeburg genehmigt.
Blasonierung: „Gespalten und halb geteilt von Grün, Rot und Gold; vorn ein steigendes silbernes Pferd, hinten oben ein dreiarmiger brennender goldener Leuchter, hinten unten ein schräglinks steigendes grünes Eichenblatt.“
Die Farben der Gemeinde sind Silber (Weiß) - Grün.
Der dreiarmige brennende goldene Leuchter ist dem Familienwappen derer von Krusemark entnommen. Das steigende silberne Pferd symbolisiert die über einhundertjährige Pferdesport- und Pferdezuchttradition in der Gemeinde. Hohenberg-Krusemark gilt als Hochburg des Pferdesports im Land Sachsen-Anhalt. Das schräglinke Eichenblatt steht als Symbol für die Natur in der gesamten Gemeinde, vor allem Eichen sind in großer Zahl zu finden. Das vorliegende Wappen wurde anlässlich der 800-Jahr-Feier der Gemeinde entworfen und seinerzeit nach wappenrechtlicher und heraldischer Prüfung durch die Heraldische Gesellschaft „Schwarzer Löwe“ Leipzig in der Quedlinburger Wappenrolle unter Nummer QWR II/89004 am 15. Februar 1989 eingetragen.

### Flagge
Die Flagge ist Weiß - Grün (1:1) gestreift mit dem aufgelegten Gemeindewappen.

### Partnerschaften
Hohenberg-Krusemark ist Partnergemeinde von Ellingen in Bayern, 1989 nach der Grenzöffnung von den Freiwilligen Feuerwehren Groß Ellingen und Ellingen in Bayern initiiert. Des Weiteren ist die Ortsgemeinde Straßenhaus der Verbandsgemeinde Rengsdorf-Waldbreitbach in Rheinland-Pfalz eine Partnergemeinde von Hohenberg-Krusemark.

## Kultur und Sehenswürdigkeiten

### Sport
Hohenberg-Krusemark war schon zu Zeiten der DDR ein Zentrum des Pferdesports. Alljährlich finden hier vor allem im Bereich Vielseitigkeitsreiten und Ländliches Reiten Reitveranstaltungen statt, die vom 1881 gegründeten Pferdesportverein veranstaltet werden.

### Vereine
In Hohenberg-Krusemark gibt es ein reges Vereinsleben das u. a. aus dem Heimatverein, dem Interessenverein „Sternreiten in der Altmark“ e. V., dem Dorfentwicklungsverein, dem Pferdesportverein „1881“ Hohenberg-Krusemark e. V. und dem Kulturförderverein „Östliche Altmark“ besteht.

## Verkehr
Es verkehren Linienbusse und Rufbusse von stendalbus.